# Чоп, Матия
Матия Чоп (26 января 1797, Жировница — 6 июля 1835, р. Сава возле Томачева) — словенский языковед, историк литературы и критик.

## Биография
Матия Чоп родился в Жировнице в крестьянской семье. Сын Матии Чопа-старшего и его супруги Елизаветы. Окончил среднюю школу в Любляне и Венский университет. С 1817 по 1820 гг. работал в Любляне теологом, в 1820-22 гг. — учителем в гимназии в Риеке, на побережье Хорватии. В 1822 г. переехал во Львов. До 1825 г. преподавал классическую филологию в гимназии; в 1825-27 гг. — её же в Львовском университете. Изучил польский язык и местные русинские диалекты.
Возвратившись в Любляну, Чоп снова работал в гимназии преподавателем и библиотекарем. Сотрудничал в словенской просветительной газете «Kranjske čbelice».
В 1835 году утонул, купаясь в реке Саве. Франце Прешерн посвятил его памяти поэму «Крещение при Савице» и элегию «В память о Матии Чопе», а также стал автором его надгробной надписи.
Именем Чопа названа одна из улиц Любляны.

## Научная и творческая деятельность
Матия Чоп считался самым образованным словенцем своего времени, знал девятнадцать языков; в круг его интересов входили классическая, средневековая, ренессансная и барочная литература. Придерживался взглядов, близких к романтизму. Оказал большое влияние на многих словенских писателей, в особенности на своего ученика Франце Прешерна. Чоп активно участвовал в полемике вокруг словенского алфавита и выступал против германофилов, считавших словенский язык пригодным только для представителей низших слоёв общества. Написал сочинение: «Abecedna vojska» («Азбучная война», 1833), содействовавшее установлению нынешнего литературного языка и правописания у словенцев.
Также Чоп составил первый «Обзор словенской литературы», изданный в 1864 г. Павлом Шафариком. В дальнейшем, Шафарик воспользовался «Обзором» для своей «Geschichte der südslavischen Literatur».